# Enantiomer
Enantiomeri su optički izomeri.  Jedna je od dviju vrsta stereoizomera čije zrcalne slike jedna druge nisu istovjetne, pa im se strukture ne mogu poklopiti, jer struktura jedne molekule zrcalna je slika druge molekule. Molekule enantiomera odnose se kao predmet i njegova zrcalna slika, a uzajamno se ne mogu preklopiti. Nazivaju se kiralnim spojevima jer se uzajamno odnose kao desna i lijeva ruka. Enantiomeri mogu imati više središta kiralnosti i svako od njih zrcalna je slika odgovarajućeg središta u drugoj molekuli.
Organski spojevi koji sadrže kiralni ugljik obično imaju dvije nesuperpozabilne strukture. Zrcalne su slike jedna druge i toga ih se obično naziva enantiomorfima (enantio = suprotno; morph = oblik), pa se strukturna osobina danas obično naziva enantiomerizam.
Enantiomeri imaju jednaka fizikalna svojstva ( talište, vrelište, gustoću, topivost i dr.) i kemijsku reaktivnost ali se razlikuju po optičkoj aktivnosti, odnosno prema kutu zakretanja ravnine polarizirane svjetlosti. Takve tvari nazivaju se optički aktivne tvari. Kut zakretanja polarizirane svjetlosti mjeri se pomoću polarimetra.